# Andrzej Jadach
Andrzej Jadach ps. Karol (ur. 12 listopada?/25 listopada 1911 w Dubasie, zm. 1943) – polski rolnik, działacz ruchu ludowego, żołnierz Batalionów Chłopskich.

## Życiorys
Był jednym z ośmiorga dzieci Jana i Katarzyny z domu Wilk, drobnych rolników. Uzyskał wykształcenie niepełne podstawowe. Podjął pracę w wytwórni betonów i dachówek H. Diamanda w Kolbuszowej Dolnej. Odbył służbę wojskową w jednostce artyleryjskiej. Zaangażował się w działalność Związku Młodzieży Wiejskiej RP „Wici” oraz Stronnictwa Ludowego. Był jednym z kierujących w 1937 strajkiem chłopskim w powiecie kolbuszowskim (obok Stefana Olszowego i Michała Falandysza). Po jego zakończeniu został skazany na karę dwóch miesięcy więzienia, którą odbył w Kolbuszowej.  
W sierpniu 1939 został zmobilizowany. Wziął udział w kampanii wrześniowej, podczas której trafił do niemieckiej niewoli. Po jej opuszczeniu zaangażował się w działalność konspiracyjną. Od 1940 był jednym z zastępców kierownictwa powiatowej trójki SL „Roch”. Należał do Związku Walki Zbrojnej, następnie został żołnierzem Batalionów Chłopskich. Pełnił w nich funkcję zastępcy komendanta obwodu Kolbuszowa. Był odpowiedzialny za organizowanie oddziałów specjalnych BCh. W październiku 1943 rozpoczął pełnienie funkcji komendanta Ludowej Straży Bezpieczeństwa na terenie powiatu. 
31 października 1943 wraz z bratem Piotrem został aresztowany przez Gestapo. Torturowany, zginął prawdopodobnie na zamku w Rzeszowie. Według niemieckiego afisza z 1 listopada 1943 został skazany na karę śmierci i stracony za „działalność na szkodę niemieckiej odbudowy w Generalnym Gubernatorstwie”. 
Żonaty, był ojcem. 

## Odznaczenia
- Krzyż Partyzancki (pośmiertnie)[4]
- Medal Zwycięstwa i Wolności 1945 (1945, pośmiertnie)[4]
- Odznaka Grunwaldzka (1945, pośmiertnie)[4]

## Upamiętnienie
16 października 1983 został patronem szkoły podstawowej w Zarębkach.